# Mikajel Kolojan
Mikajel Kolojan, orm. Միքայել Քոլոյան (ur. 21 czerwca 1983 w Erywaniu) – ormiański pływak, specjalizujący się w dowolnym i motylkowym.
Pływanie uprawia od 1990.
Wystartował na igrzyskach olimpijskich w Pekinie (2008) na 100 metrów stylem dowolnym, gdzie zajął 56. miejsce, a także 4 lata później w Londynie (2012) na tym samym dystansie, gdzie uplasował się na 45. pozycji.